# الاثنين الأسود
يشير يوم الاثنين الأسود إلى أيام الاثنين المحددة التي وقعت فيها أحداث سيئة أو اضطرابات. استُخدم لتحديد المجازر، المعارك العسكرية، انهيار سوق الأوراق المالية أو العودة إلى الجامعة.

## أحداث تاريخية
- عام 1209، في دبلن عندما ذُبحت مجموعة من 500 مستوطن وصلوا من بريستول على أيدي محاربين من قبيلة الغايليك أوبيرن. تركت المجموعة سلامة مدينة دبلن المسورة للاحتفال باثنين الفصح بالقرب من غابة في رانيلاغ، عندما تعرضوا للهجوم دون سابق إنذار. على الرغم من أن الحدث الآن يُعدّ حدثًا غامضًا نسبيًا في التاريخ، تم الاحتفال به من قبل حشد من العُمداء ورؤساء البلديات والجنود في نفس اليوم كتحدٍّ للقبائل الأصلية لعدة قرون بعد ذلك.[1]
- 13 أبريل 1360، الاثنين الأسود (1360)، عندما تسبب الطقس العاصف في مقتل الرجال والخيول في جيش إدوارد الثالث خلال حرب المئة عام.[2]
- 8 أبريل 1652 (في التقويم الميلادي، أو 29 مارس، نمط قديم، في التقويم اليولياني) -كسوف كلي للشمس.
- 24 فبراير 1689، خلال حرب ويلياميت في أيرلندا، قام سكان باندون البروتستانت ضد حامية الجيش الأيرلندي للمدينة في حادثة تعرف باسم الإثنين الأسود. سرعان ما تمكن جاستن مكارثي من استعادة باندون.
- 28 أكتوبر 1929، بدأت أسواق الأوراق المالية في الولايات المتحدة في الانهيار، قبيل الثلاثاء الأسود.
- 17 مايو 1954، واشنطن العاصمة، في أعقاب قرار المحكمة العليا في قضية براون ضد مجلس التعليم، صاغ ممثل الولايات المتحدة جون بيل ويليامز (دي-ميسيسيبي) مصطلح «الإثنين الأسود» في قاعة الكونغرس للإشارة إلى الاثنين، 17 مايو 1954، تاريخ صدور قرار المحكمة العليا. في معارضة للقرار، نُظمت مجالس المواطنين البيض رسميًا في جميع أنحاء الجنوب للحفاظ على الفصل والدفاع عن المدارس المنفصلة.[3]
- 19 سبتمبر 1977، يونغزتاون، أوهايو، الولايات المتحدة، أغلقت شركة يونغزتاون شيت أند تيوب أبوابها وأعطت إجازة طويلة لـ 5000 عامل، مما دمر اقتصاد يونغزتاون: انظر اقتصاد يونغزتاون، أوهايو والاثنين الأسود.
- 19 أكتوبر 1987، الاثنين الأسود (1987)، انهارت أسواق الأوراق المالية في جميع أنحاء العالم، مؤدّية إلى خسائر كبيرة في وقتٍ قصيرٍ جدًا.
- 8 أكتوبر 1990- مذبحة الأقصى الأولى في القدس.
- 29 سبتمبر 2008، انهيار سوق الأوراق المالية في سبتمبر 2008. في أعقاب انفجار فقاعة الإسكان في الولايات المتحدة، انهارت أسواق الأوراق المالية في مختلف أنحاء العالم، الأمر الذي أدى إلى الركود العظيم.
- 20 يوليو 2009، برلين، لم يكن هناك سوى 330 من أصل 1,260 عربة قطار برلين إس-بان صالحة للتشغيل. في وقت سابق من الشهر، أزيلت 380 عربة قطار (30.2%)، ما جعل العدد الإجمالي الذي أزيل في 20 يوليو 550 عربة (43.7%).[4]
- 30-31 يوليو 2012، أزمة الكهرباء في الهند 2012: بسبب زيادة استخدام الطاقة الناجمة عن درجات الحرارة القاسية في صيف عام 2012، تعثرت قواطع الدارات على طول خط الـ 400 كيلو فولت بينا-غواليور، وتسببت في انقطاعات حرجة أثرت على ما يقرب من نصف الهند (22 من أصل 28 ولاية)، أو 620 مليون شخص (حوالي 9٪ من سكان العالم).
- الاثنين الاسود 2015 [الإنجليزية] الاسود 2015 24 أغسطس 2015، انهيار سوق الأوراق المالية الصينية عام 2015. وانخفض مؤشر (إس إس إي) المركب بنسبة 8.45%.[5]
- 3 أكتوبر 2016، الإضرابات والمظاهرات التي قامت بها النساء في بولندا احتجاجًا على التشريع المقترح بفرض حظر شامل على الإجهاض.
- الاثنين الأسود (2020)

## أحداث متكررة
- اليوم التالي ليوم الأحد الأخير من موسم الدوري الوطني لكرة القدم الأمريكية (الأسبوع 17) الذي يُطرد فيه العديد من المدربين والمدراء العامين للفرق متدنية الأداء، أو تنتهي عقودهم من دون تجديد، أو يستقيلون من مناصبهم. نَسب الاستخدام الأول لهذه العبارة اثنين من الكُتّاب في صحيفة نيويورك تايمز إلى قصة نشرتها وكالة أسوشيتد برس في عام 1998 بعنوان «الاثنين الأسود لمدربي الدوري الوطني لكرة القدم الأمريكية». يستخدم هذا المصطلح في بعض الأحيان للإشارة إلى اليوم التالي لليوم التدريبي الخاص بالدوري الذي قد يتم فيه إنهاء عقود اللاعبين بمجرد إضافة لاعبين جدد إلى القائمة.[6][7]

- تسمية قديمة أطلقها طلاب المدارس الابتدائية في المملكة المتحدة للإثنين الأول من العام الجديد، حين تنتهي العطلة الشتوية ويُستأنف الدوام المدرسي.[8]